# イルカのミュージックハーモニー
『イルカのミュージックハーモニー』は、ニッポン放送のラジオ番組。フォークシンガーのイルカがパーソナリティを務めるフォーク・ニューミュージックのリクエストを中心としたリクエスト番組である。

## 概要
- 1990年10月から1991年（平成3年）9月に放送した羽野晶紀のミュージックハーモニーの後番組で「ミュージックハーモニーシリーズ2代目」として1991年10月から「イルカのミュージックハーモニー」の放送が始まった。日曜朝に毎週、さわやかなフォークソングを中心にイルカがリクエストを受け付ける。番組開始当初は電子メールが全く普及していなかったため、はがき・生電話とファックスによる受付だったが、現在は録音番組へ移行したため、はがき・封書などの郵便と電子メールを中心に受け付けている。
- ホームページは1999年に開設され、2002年9月30日、2004年3月29日、2018年1月にリニューアルされ、現在は4代目。電子メールでの受付も同時期に始まった。
- 2009年4月より、交通情報・ニッポン放送ニュースの呼びかけをイルカの担当からニッポン放送アナウンサーの担当に変更され、それ以降徐々に生放送から録音に移行し、2010年9月の放送時間短縮により、生放送から完全録音放送になった。ただし、稀に前日の土曜日の出来事や日曜日放送当日の天候をイルカがふれる場合もあり、生放送の時もある（その場合でも交通情報・ニッポン放送ニュースの呼びかけはニッポン放送アナウンサー）。2022年現在の担当アナウンサーはひろたみゆ紀。当番組が生放送の場合、ひろたが直前に生放送している『ひろたみゆ紀のサンデー早起き有楽町』とのあいだでクロストークすることが多い。この録音番組化には、イルカの多忙なスケジュールへの配慮（日曜日にコンサートやライブ・ゲスト出演が多く入るため）・ニッポン放送の編成方針の大幅変更が背景にあるとされ、イルカの前時間帯がそれまで長年録音番組のみだったのが2012年よりくり万太郎の生ワイド番組『くり万太郎のサンデー早起き有楽町』が開始したことと、日曜夜の若者向けヤングタイム時間帯（allnightnippon.com）の生ワイド番組全廃・オール録音番組化が背景にあるためである。なお、『サンデー早起き有楽町』は2017年10月よりひろたにバトンタッチ。2021年4月より『ミューコミVR』を開始することでヤングタイム時間帯も生放送を再開した。
- 2015年8月23日は有楽町のスタジオを飛び出し、山梨県の河口湖のコテージから久々の生放送を行った。イルカの喋る時に常に蝉や野鳥が鳴いており夏らしさを醸し出していた。
- 2015年4月からスポンサーであるドコモが降板し、10月からヒガシマル醤油も降板した。
- 2015年11月8日は久々の生放送を行った。直前に、体調不良で休みだったくり万の代打として「サンデー早起き有楽町（飯田浩司のサンデー早起き有楽町）」を担当していた飯田浩司アナウンサーと久しぶりに絡みを行った。
- 2019年6月16日には特別番組として「イルカのミュージックハーモニー 夜の増刊号」が18時-20時に放送された。
- 2021年8月29日にはイルカが番組が始まって以来、大事を取って、某所において初めてリモートという形で生放送を行い、有楽町のニッポン放送のスタジオには不測の事態に備え、ひろたみゆ紀が待機した[1]。
- 2023年2月19日は特別番組『オールナイトニッポン55周年記念 オールナイトニッポン55時間スペシャル』（17日18時 - 19日25時）のため休止。ただ同特番の一環で同日7時 - 9時に『イルカのオールナイトニッポン』が放送され、ゲストとして久保史緒里（乃木坂46）が出演した。

## 放送時間
| 期間                         | 放送時間           |
| ---------------------------- | ------------------ |
| 1991年10月 - 2010年9月5日    | 日曜日 7:00 - 9:00 |
| 2010年9月12日 - 2011年4月3日 | 日曜日 7:00 - 8:40 |
| 2011年4月10日 -              | 日曜日 7:00 - 8:30 |

1992年3月15日午前9時からのAMステレオ放送開始に伴い同番組はニッポン放送ではモノラル放送最後の番組となった。

## 主なタイムテーブル
2018年7月現在。
- 7：00 オープニング
- 7：10 イルカのふぉーく堂
- 7：27 ニッポン放送交通情報（九段センター）
- 7：30 イルカのMUSIC畑
- 7：50 イルカのおはなし文庫
- 7：55 ニッポン放送ニュース・天気予報
- 7：57 ニッポン放送交通情報（九段センター）
- 8：00 8時のリクエスト
- 8：15 イルカのおいしい時間
- 8：20 声に出して歌お、ダイスキなメロディ[注 1]
- 8：27 エンディング
- 8：29 ニッポン放送交通情報（首都高速センター）
- 8：30 放送終了

## オープニング曲
- オーリアンズ:「ダンス・ウィズ・ミー」[注 2]

## かつてあったコーナー
- グッドラック!イルカのしあわせリクエスト（開始時期不明 - 2009年8月29日）
- TOYOTA 飛び出せ!街かど天気予報（1994年10月 - 2006年9月24日）
- トヨタハッピータウンサーキット（2006年10月1日 - 2009年3月29日）

ほか

## イルカの代役
- 2007年（平成19年）3月25日はイルカの夫である神部和夫が3月21日に死去したため、急遽谷山浩子が代役を務め（番組名は「谷山浩子のミュージックハーモニー」）、番組終盤にイルカのコメントが放送された。
- 2017年（平成29年）8月13日は夏休みスペシャルとして森高千里による「森高千里のミュージックハーモニー」を放送。森高がニッポン放送で番組を担当するのは17年ぶり（森高千里が1日限り、17年ぶりのニッポン放送パーソナリティに！「森高千里のミュージックハーモニー」放送決定！。